# سیمرغ (نشریه)
هفته نامه سمیرغ نشریه ادبی-هنری است که در کابل افغانستان منتشر می‌شود.. سیمرغ از طریق اطلاع‌رسانی در حوزه ادبیات و هنر، از یک سو رویدادهای فرهنگی را پوشش دهد. از سوی دیگر این نشریه قصد دارد بر روند سیاسی در افغانستان اثر بگذارد. پرداختن به ادبیات صلح، ادبیات ضد جنگ و هنر دادخواهی از مسائل مورد توجه این نشریه‌است.